# برنار نويل
برنار نويل (بالفرنسية: Bernard Noël)‏ هو واحد من أبرز الكتاب الفرنسيين في الشطر الثاني من القرن العشرين . ولد في عام 1930 في سان جونفياف سور آرجانس في الآفيرون بفرنسا ، وتأثر تكوينه الروحي بدراما الحرب العالمية الثانية ، والحرب الكورية، وحرب الهند الصينية وحرب الجزائر وبجدل الكبت والتمرد الذي ميَز زمننا.
نشر نويل نحو أربعين عملا أدبيا ، يكشف فيه عن حساسية أصيلة وسريرة أبداعية نادرة مهمومة بفداحة الشرط الإنساني . وقد توزعت أعماله بين الشعر والرواية والنقد الأدبي والتشكيلي .

## من أشهر أعماله
- لسان أنا ( شرقيات ، القاهرة 1999 )
- حالة جرامشي Le Syndrome de Gramsci ( ترجمة بشير السباعي )